# Putkikari
Putkikari är en ö i Finland. Den ligger i Bottenhavet och i kommunen Björneborg i den ekonomiska regionen  Björneborgs ekonomiska region i landskapet Satakunta, i den sydvästra delen av landet. Ön ligger omkring 19 kilometer nordväst om Björneborg och omkring 240 kilometer nordväst om Helsingfors.
Öns area är 3,4 hektar och dess största längd är 310 meter i öst-västlig riktning.